# Aliabad-e Abolghasem Chani
Aliabad-e Abolghasem Chani (pers. علي ابادابوالقاسم خاني) – wieś w Iranie, w ostanie Teheran. W 2006 roku liczyła 1238 mieszkańców w 313 rodzinach.